# رموز البلدان

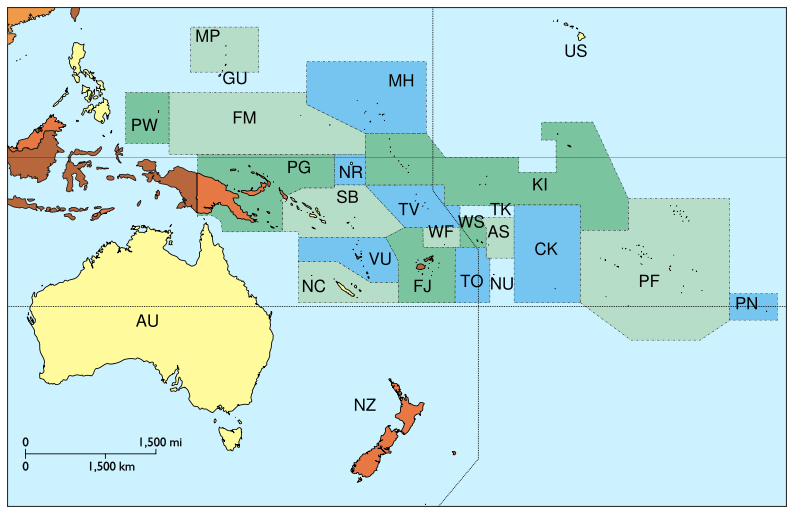
خريطة أوقيانوسيا مع رموز البلد.

رموز البلدان هي رموز أبجدية أو رقمية جغرافيا قصيرة تمثل بلد وما بتبعه، بحيث تستخدم في معالجة البيانات والاتصالات. ومن أشهر القوائم التي ترمز للبلدان «قائمة الدول حسب المعيار الدولي أيزو 3166-1».

## أيزو 3166-1
- أيزو 3166-1 حرفي-2.
- أيزو 3166-1 حرفي-3.
- أيزو 3166-1 رقمي.

## رموز أخرى
- قائمة رموز إتصال الدول
- قائمة الكود فيفا
- معايير معالجة المعلومات الفيدرالية.
- منظمة الطيران المدني الدولي (ICAO):
  - تسجيل طائرة
  - رمز مطار منظمة الطيران المدني الدولي.
- قائمة رموز بلدان اللجنة الأولمبية الدولية
- الاتحاد الدولي للاتصالات (ITU):
  - الهوية الدولية لمشترك الجوال.

## قوائم رموز البلد حسب البلد
رموز البلدان A -
رموز البلدان B -
رموز البلدان C -
رموز البلدان D-E -
رموز البلدان F -
رموز البلدان G -
رموز البلدان H-I -
رموز البلدان J-K -
رموز البلدان L -
رموز البلدان M -
رموز البلدان N -
رموز البلدان O-Q -
رموز البلدان R -
رموز البلدان S -
رموز البلدان T -
رموز البلدان U-Z